# Evan (nome)
Evan (pronuncia [ˈɛvən]) è un nome proprio di persona inglese e gallese maschile.

## Origine e diffusione
Si tratta di un'anglicizzazione di Iefan, forma gallese del nome Giovanni: esso deriva dall'antico nome ebraico יְהֹוחָנָן (Yəhôḥānān), che significa "Yahweh ha favorito" o "Yahweh è grazioso". Potrebbe inoltre aver subito l'influenza del termine gallese ieuanc, "giovane uomo" (legato al latino juvenis), dal celtico yowanko, "forza vitale", "giovinezza", da cui anche young (per l'appunto "giovane" in inglese). In greco moderno è inoltre usato come forma abbreviata di Evangelos.
Talvolta vengono indicati come varianti i nomi Euan ed Ewan, che però sono varianti gaeliche del nome Eugenio.

## Onomastico
L'onomastico ricade il 18 agosto in memoria di sant'Evan, pellegrino a Roma e Gerusalemme ed eremita in Ayrshire. Si può inoltre festeggiare lo stesso giorno del nome Giovanni, di cui è un derivato.

## Persone
- Evan Bayh, politico statunitense

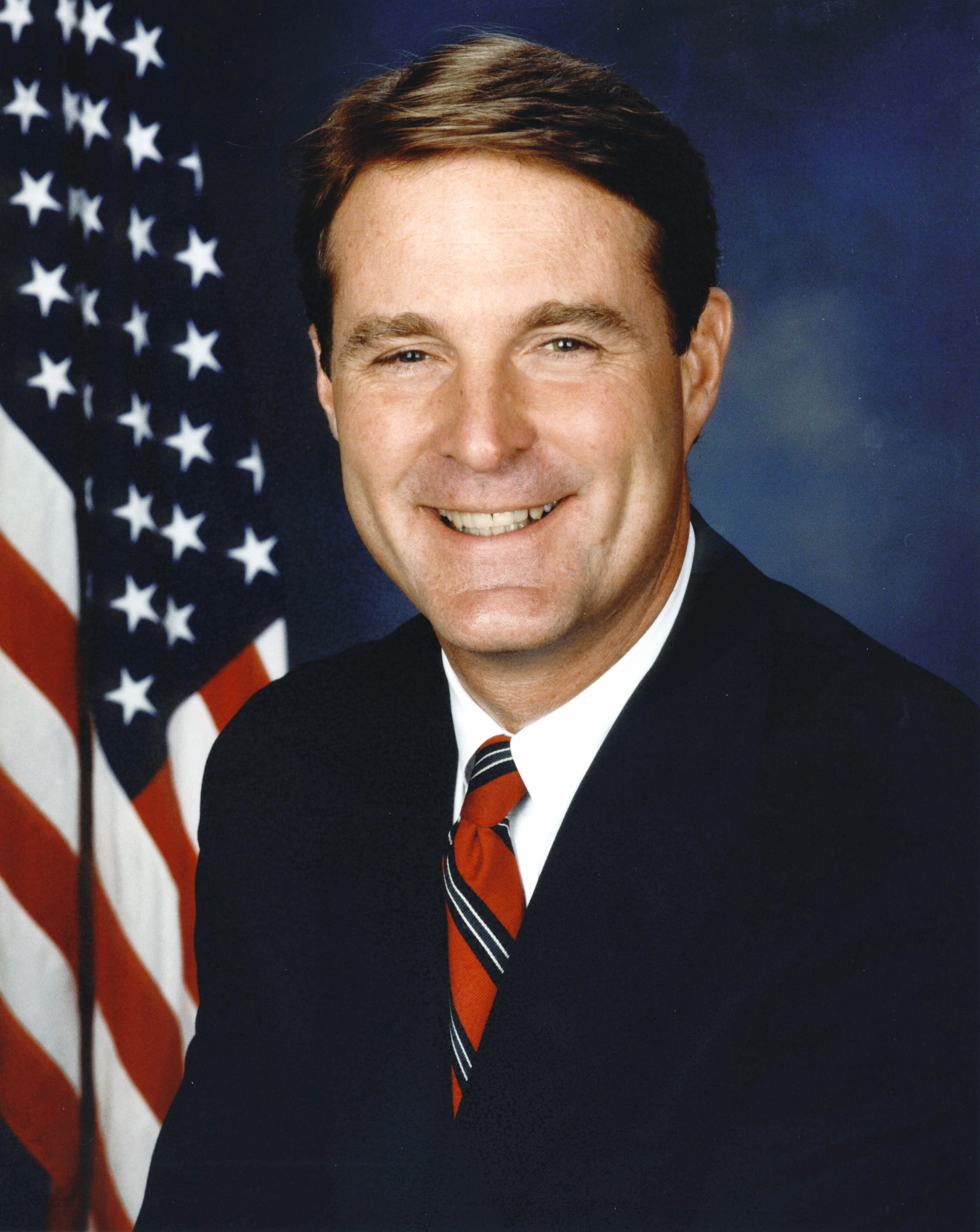
Evan Bayh

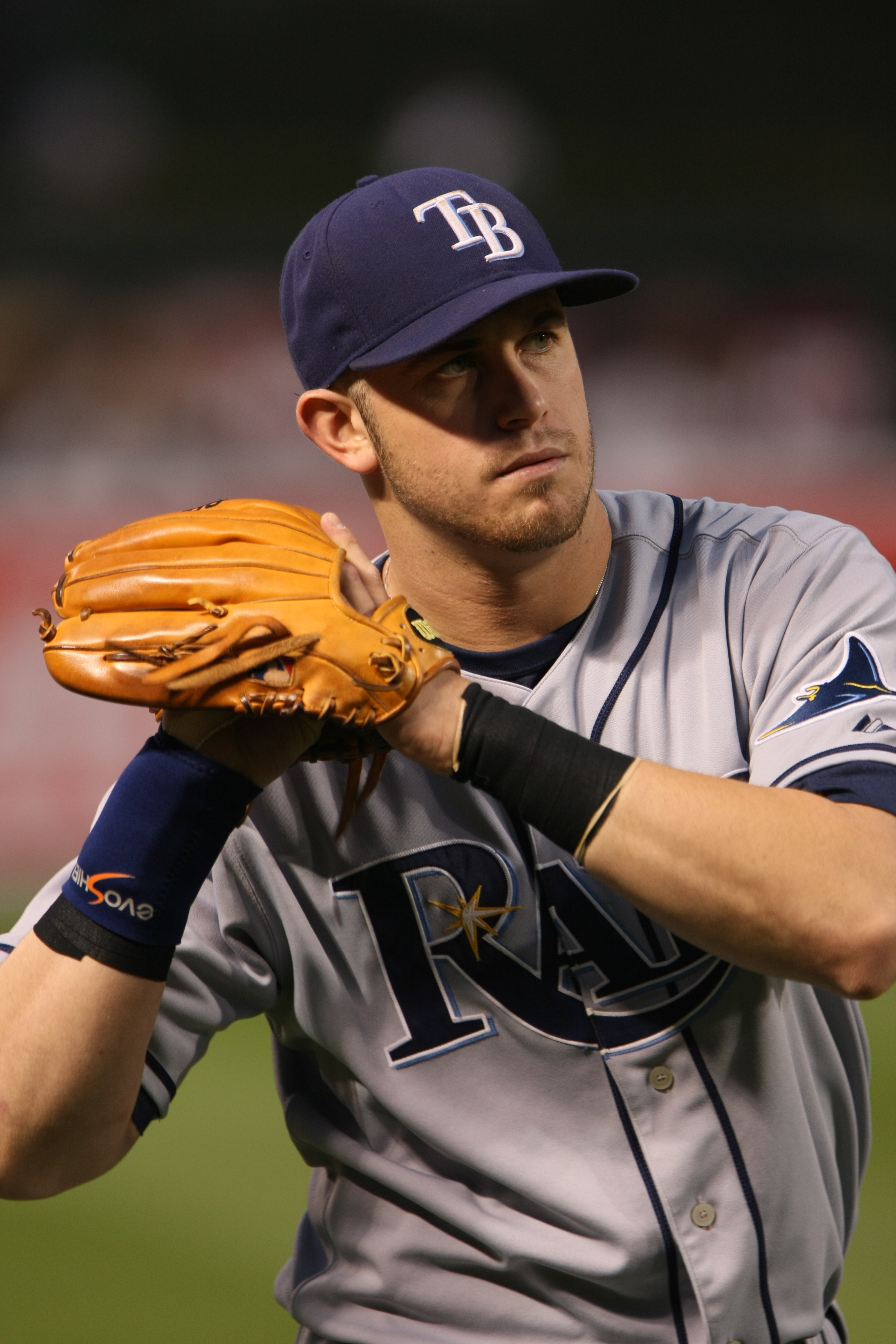
Evan Longoria

- Evan Dando, cantautore e chitarrista statunitense
- Evan Gorga, tenore lirico italiano
- Evan Handler, attore statunitense
- Evan Jones, attore statunitense
- Evan Longoria, giocatore di baseball statunitense
- Evan Lysacek, pattinatore artistico su ghiaccio statunitense
- Evan Parke, attore giamaicano
- Evan Patak, pallavolista statunitense
- Evan Peters, attore statunitense
- Evan Ross, attore e musicista statunitense
- Evan Tanner, artista marziale misto statunitense
- Evan Taubenfeld, cantautore e chitarrista statunitense
- Evan Turner, cestista statunitense
- Evan Yo, cantante, compositore e musicista taiwanese

## Il nome nelle arti
- Evan Baxter è un personaggio del film del 2007 Un'impresa da Dio, diretto da Tom Shadyac.
- Evan R. Lawson è un personaggio della serie televisiva Royal Pains.
- Ewan Loke è un personaggio della serie di fumetti Disney PK - Paperinik New Adventures.
- Euan Pierce è un personaggio della sitcom Off Centre.
- Evan and Jaron sono un duo musicale statunitense.
- (This Is) The Dream of Evan and Chan è una canzone di Dntel.